# Amphineurus (Rhamphoneurus) nonnullus
Amphineurus (Rhamphoneurus) nonnullus is een tweevleugelige uit de familie steltmuggen (Limoniidae). De soort komt voor in het Neotropisch gebied.